# Friedrich Nissen
Nicolai Clausen (18. januar 1888 i Sundsmark – ?) var en dansk sønderjyde, som gjorde tjeneste i 1. verdenskrig.

## Biografi
Nissens far var landmand, men selv var han manufakturhandler i Sønderborg. Han mødte her Thyra Dau, som han var forlovet med ved krigsudbruddet og blev gift med i 1917.
Da han allerede havde aftjent sin værnepligt ved krigsudbruddet blev han indkaldt med det samme, og afgik i august 1914 til Vestfronten. Her blev han kort eftet blev såret ved Liege. I begyndelsen af november 1914 kom han til Østfronten og blev straks indsat ved kampene i Schlesien. Vinteren tilbragte han i nogenlunde ro, men i midten 1915 deltog han i det tyske fremstød på Østfronten. Han kom i slutningen af året på 3 ugers orlov, og afgik herefter til Flandern i Belgien, hvor han som Offizier Stellvertretter (officerstedfortræder) havde travlt med organisering og kontrol af livet i den del af skyttegraven, som var betroet ham. Han kæmpede i resten af krigen i Frankrig og Belgien.
Han overlevede krigen og vendte hjem til sin hustru i Sønderborg, hvor han blev medejer af en manufakturhandel. Hans dagbøger, breve og fotoalbum opbevares på Museet på Sønderborg Slot.